# Intercambiador de calor regenerativo

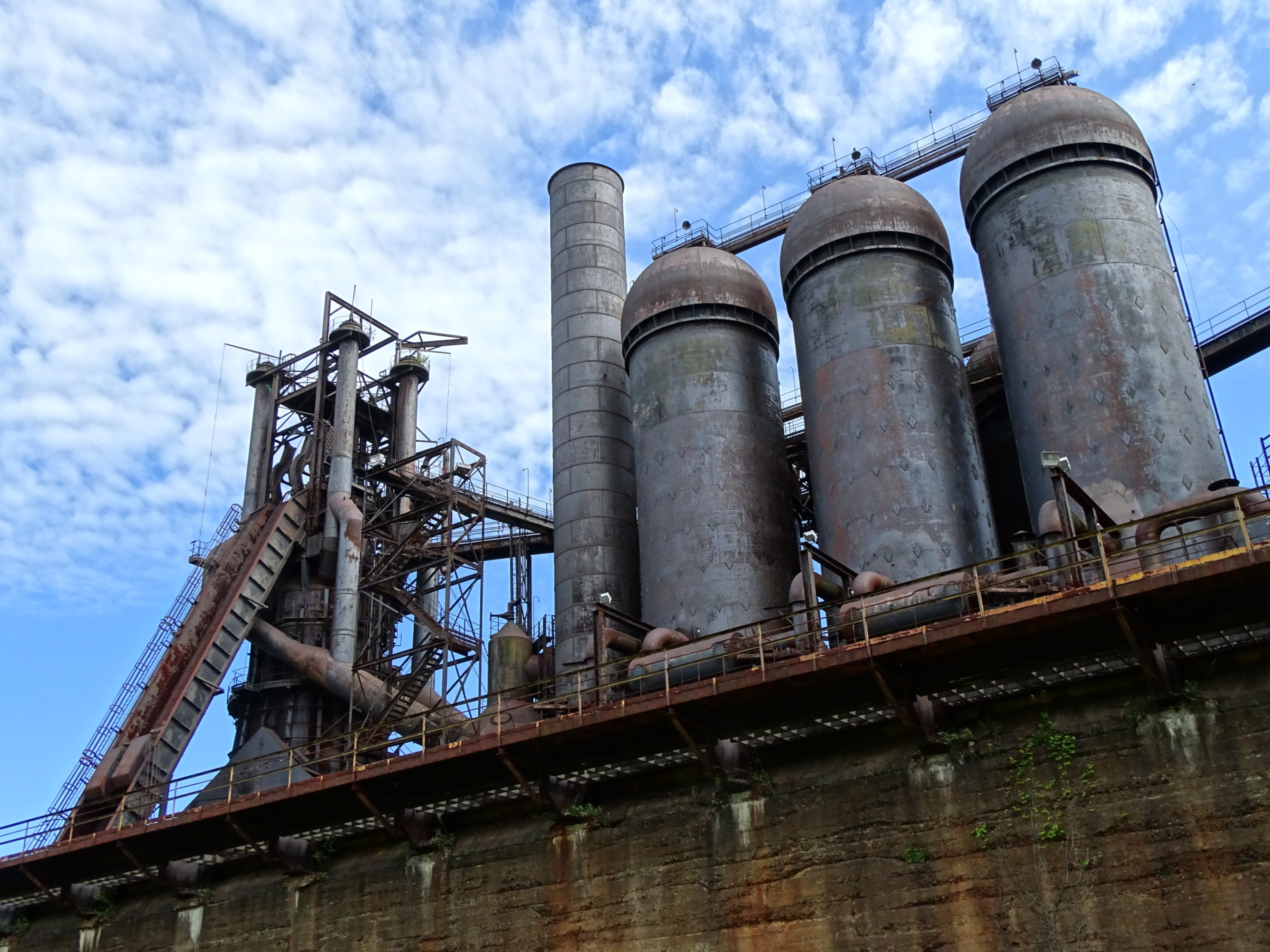
Grupo de tres calentadores Cowper en la antigua acería de Swissvale, Pensilvania

Un intercambiador de calor regenerativo, o más comúnmente un regenerador, es un tipo de intercambiador de calor donde el calor de un fluido caliente se almacena intermitentemente en un medio de almacenamiento térmico antes de transferirse al fluido frío. Para lograrlo, el fluido caliente se pone en contacto con el medio de almacenamiento de calor, y luego es desplazado por el fluido frío, que absorbe el calor.
En los intercambiadores de calor regenerativos, el fluido a ambos lados del intercambiador de calor puede ser el mismo, y puede circular por un punto de procesamiento externo y luego fluir de regreso a través del intercambiador de calor en la dirección opuesta para su posterior procesamiento. Por lo general, la aplicación utilizará este proceso de forma cíclica o repetitiva.
El calentamiento regenerativo fue una de las tecnologías más importantes desarrolladas durante la Revolución Industrial cuando se usó en el proceso de soplado en caliente en los alto horno. Más tarde se usó en los hornos de fusión de vidrio y en la fabricación de acero, con el fin de aumentar la eficiencia de los horno de solera, y en calderas de alta presión y aplicaciones químicas y de otros tipos, donde sigue siendo importante en la actualidad.

## Historia

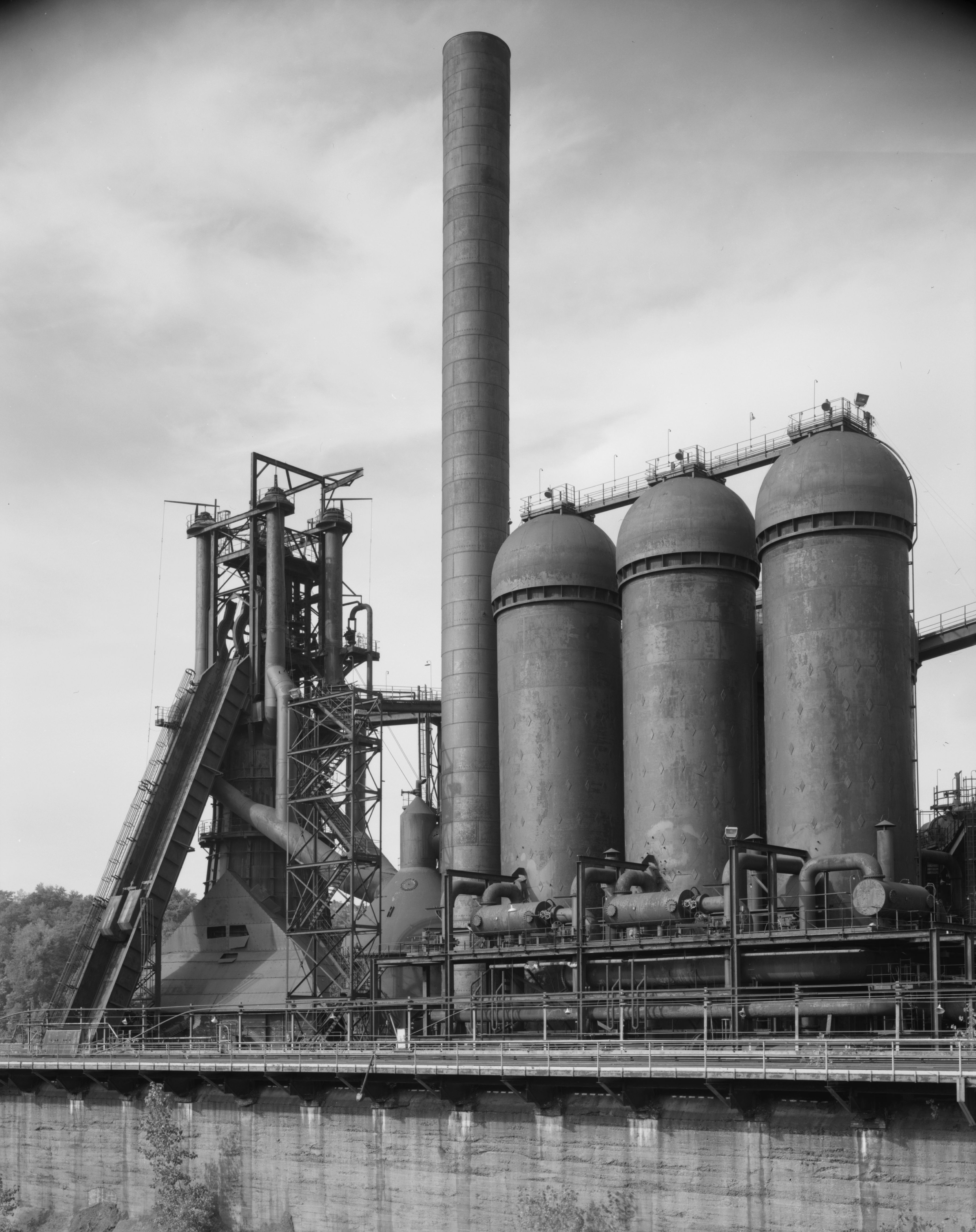
Alto horno (izquierda), y tres calentadores Cowper (derecha) utilizados para precalentar el aire soplado en el horno

El primer regenerador fue inventado por el reverendo Robert Stirling en 1816 y también se encuentra como componente de algunos ejemplos de su motor Stirling. Los motores Stirling más simples, incluida la mayoría de los modelos, usan las paredes del cilindro y el desplazador como un regenerador rudimentario, que es más simple y económico de construir pero mucho menos eficiente.
Las aplicaciones posteriores incluyeron el proceso conocido como soplado en caliente empleado en los altos hornos y en los hornos de solera (como el horno regenerativo Siemens, que se usó para fabricar vidrio), donde los gases de escape calientes de la combustión pasan a través de cámaras regenerativas de ladrillo refractario, que se calientan, y después se invierte el sentido del flujo, de modo que los ladrillos calentados precalienten el combustible.
Edward Alfred Cowper aplicó el principio de regeneración a los altos hornos, ideando la "estufa Cowper", patentada en 1857. Esto se usa casi invariablemente con los altos hornos hasta el día de hoy.

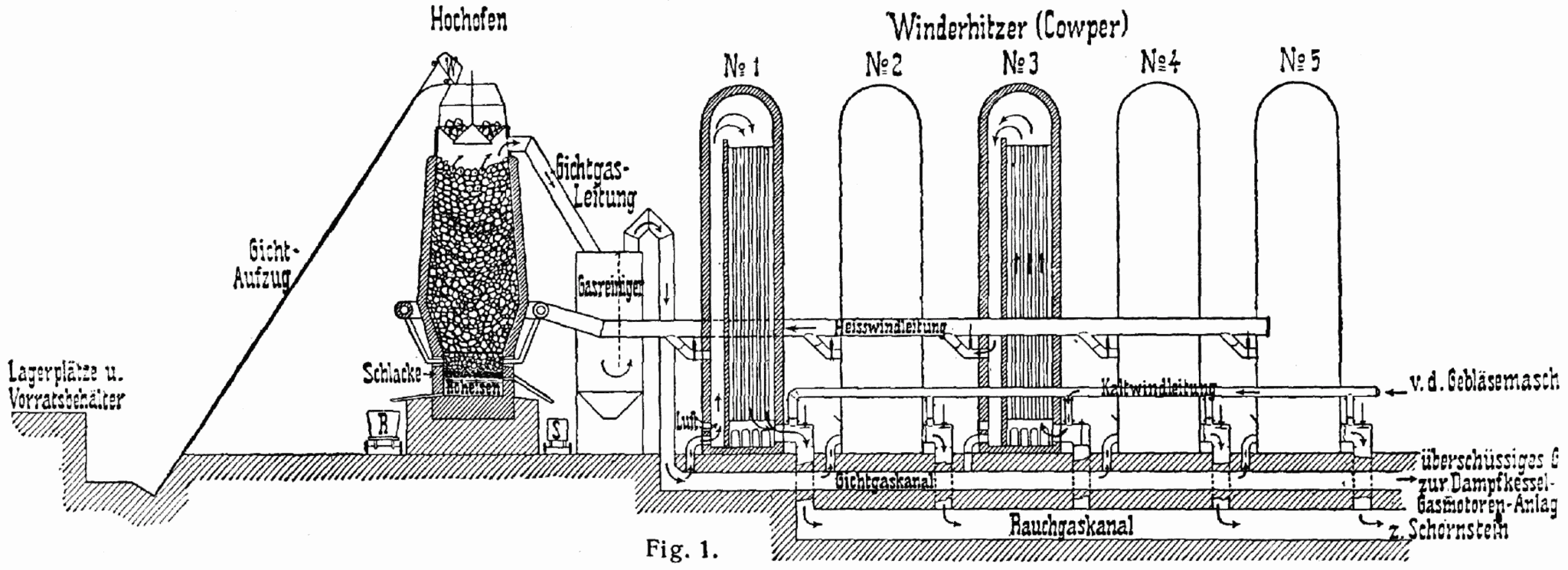
Cinco intercambiadores de calor regenerativos de Cowper colocados en serie

## Tipos de regeneradores

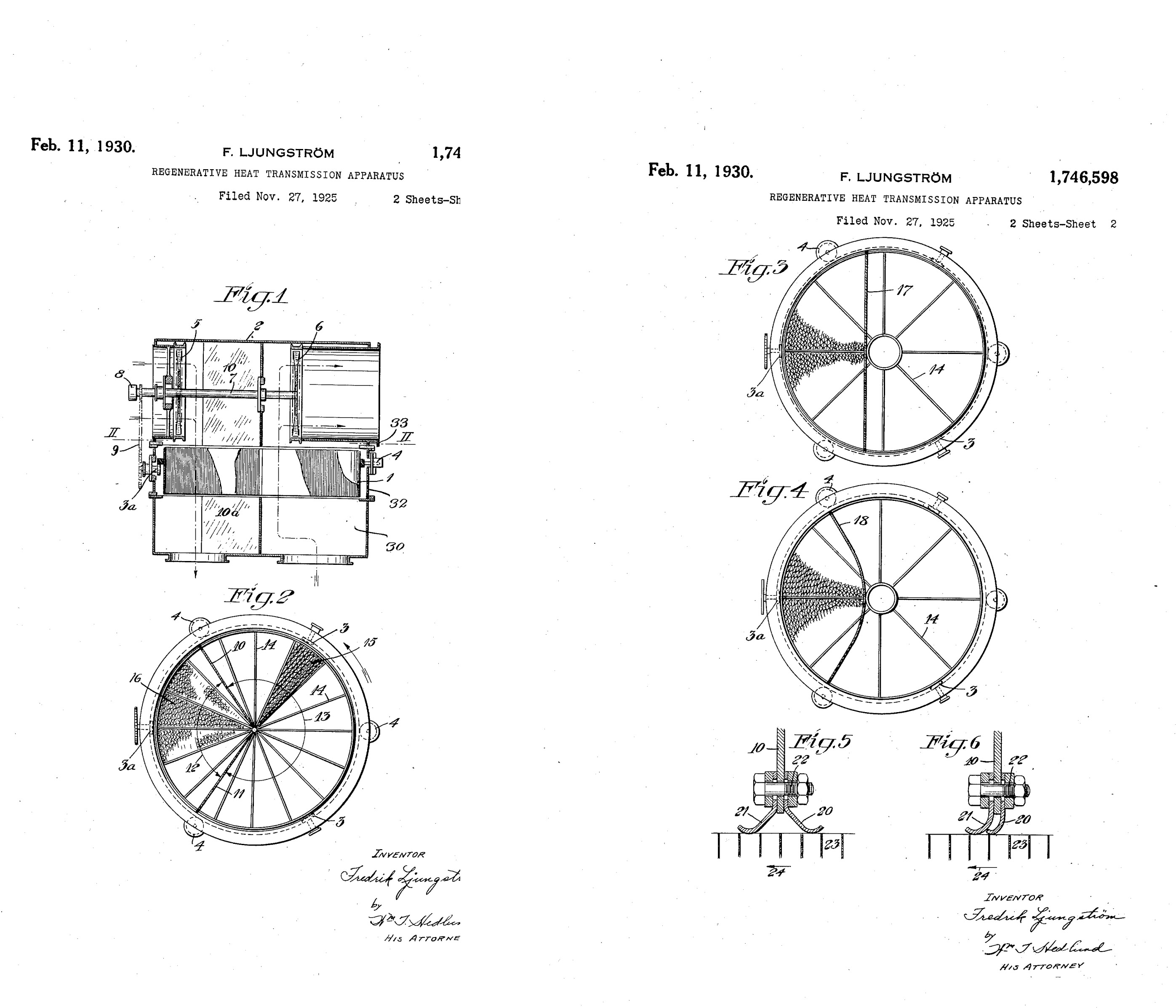
Planos de la patente de un regenerador rotatorio, que ilustran la matriz en forma de tambor y las juntas que evitan la mezcla de las corrientes

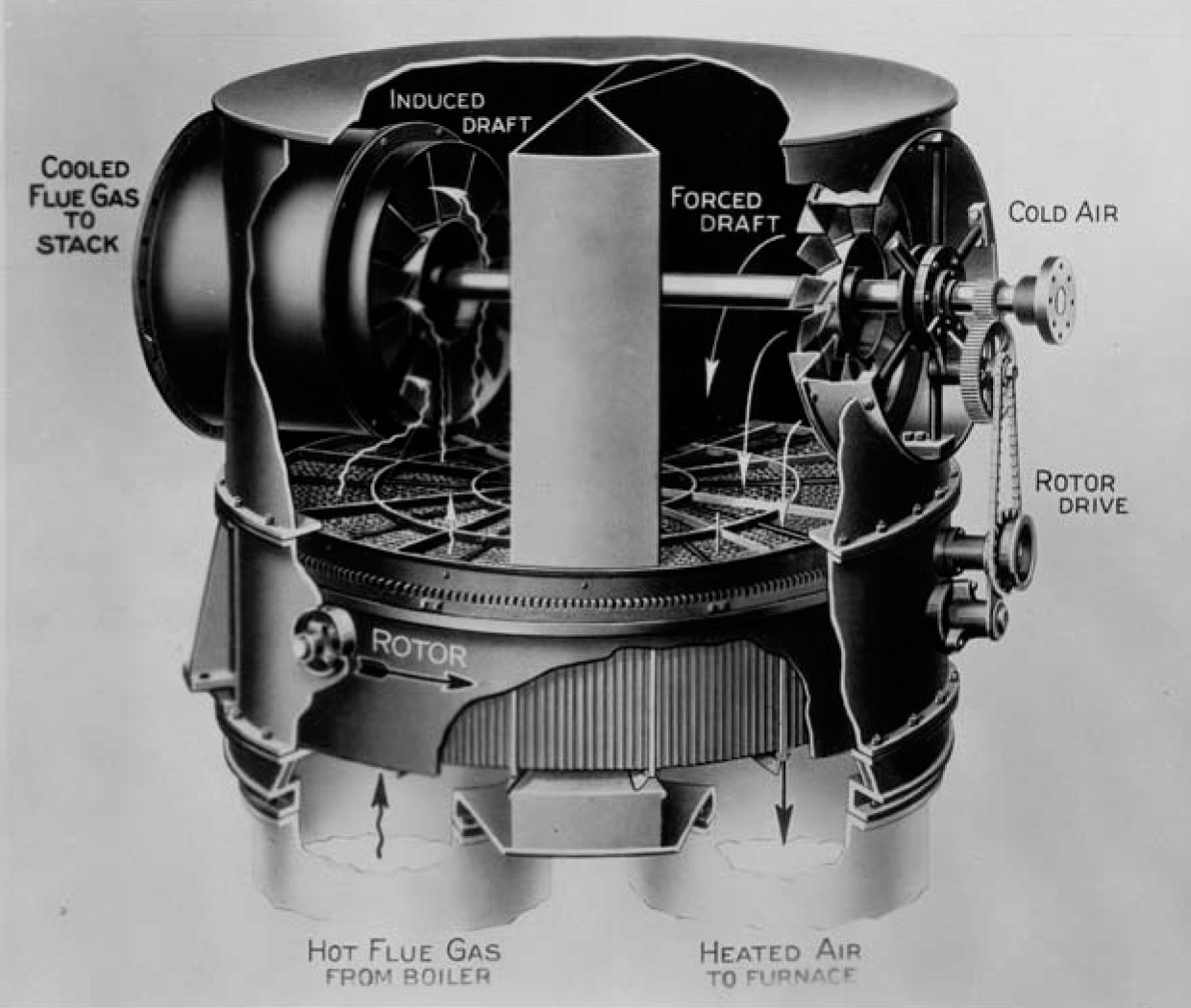
Regenerador rotativo Ljungström

Los regeneradores intercambian el calor de un fluido procedente de un proceso de combustión a un medio sólido intermedio que lo almacena, y que a su vez intercambia el calor acumulado con un segundo flujo de fluido. Los dos flujos están separados en el tiempo, circulando alternativamente a través del medio de almacenamiento, o están separados en el espacio y el medio de almacenamiento de calor se mueve entre los dos flujos.
En los regeneradores rotativos, o ruedas térmicas, la "matriz" de almacenamiento de calor tiene forma de rueda o de tambor con una matriz de perforaciones en forma de rejilla, y que gira continuamente a través de dos corrientes de fluido que circulan en sentidos contrarios, de manera que las dos corrientes quedan casi totalmente separadas. Solo una corriente fluye a través de cada sección de la matriz a la vez; y sin embargo, en el transcurso de una rotación, al final ambas corrientes fluyen sucesivamente a través de todas las secciones de la matriz. El medio de almacenamiento de calor puede ser un conjunto de placas de metal o malla de alambre de grano relativamente fino, hecho de alguna aleación resistente o revestido para resistir el ataque químico de los fluidos del proceso, o hecho de cerámica en aplicaciones de alta temperatura. Se puede disponer de una gran cantidad de área de transferencia de calor en cada unidad de volumen del regenerador rotatorio, en comparación con un intercambiador de calor de carcasa y tubos: cada pie cúbico de matriz de regenerador puede contener hasta 1000 pies cuadrados de superficie, en comparación con aproximadamente 30 pies cuadrados por cada pie cúbico de un intercambiador de carcasa y tubos.
En cada conducto de la matriz se produce un proceso casi isotérmico, ya que la rotación es perpendicular tanto al gradiente de temperatura como a la dirección del flujo, y no a través de ellos. Las dos corrientes de fluido circulan en sentido contrario. Las temperaturas del fluido varían en el área de flujo; sin embargo, las temperaturas localmente alcanzadas no son una función del tiempo. Las  juntas de estanqueidad entre las dos corrientes no son perfectas, por lo que se producirá cierta contaminación cruzada. El nivel de presión permisible de un regenerador rotativo es relativamente bajo, en comparación con los intercambiadores de calor.
En un regenerador de matriz fija, una sola corriente de fluido tiene un flujo reversible cíclico; se dice que fluye "contracorriente". Este regenerador puede ser parte de un sistema sin válvulas, como un motor Stirling. En otra configuración, el fluido se conduce a través de válvulas a diferentes matrices en períodos operativos alternos, lo que da como resultado temperaturas de salida que varían con el tiempo. Por ejemplo, un alto horno puede tener varias "estufas" o "damas" llenas de ladrillo refractario. El gas caliente del horno se conduce a través de la mampostería durante un tiempo, como por ejemplo una hora, hasta que el ladrillo alcanza una temperatura elevada. Luego, se operan las válvulas y se da entrada al aire frío a través del ladrillo, recuperando el calor para usar en el horno. Las instalaciones prácticas tendrán múltiples estufas y disposiciones de válvulas para transferir gradualmente el flujo entre una estufa "caliente" y una estufa "fría" adyacente, de modo que se reduzcan las variaciones en la temperatura del aire de salida.
Otro tipo de regenerador se denomina intercambiador de calor regenerativo a microescala. Tiene una estructura de rejilla multicapa en la que cada capa está desplazada de la capa adyacente por la mitad de una celda que tiene una abertura en ambos ejes perpendicularmente al eje de flujo. Cada capa es una estructura compuesta de dos subcapas, una de un material de alta conductividad térmica y otra de un material de baja conductividad térmica. Cuando un fluido caliente fluye a través de la celda, el calor del fluido se transfiere a los pozos de la celda y se almacena allí. Cuando el flujo de fluido invierte la dirección, el calor se transfiere desde las paredes de la celda de regreso al fluido.
Un tercer tipo de regenerador se denomina regenerador "Rothemuhle". Este tipo tiene una matriz fija en forma de disco, y las corrientes de fluido se canalizan a través de campanas giratorias. El regenerador Rothemuhle se utiliza como precalentador de aire en algunas plantas generadoras de energía. Su diseño térmico es el mismo que el de otros tipos de regeneradores.

### Biología
Cuando se respira, la nariz y la garganta funcionan como un intercambiador de calor regenerativo. El aire más frío inhalado se calienta, de modo que llega a los pulmones como aire templado. En el camino de regreso, este aire deposita gran parte de su calor en los costados de las fosas nasales, de modo que estas estén listas para calentar la siguiente bocanada de aire inhalada. Algunos animales, incluidos los humanos, tienen láminas onduladas de hueso dentro de la nariz llamadas cornetes nasales para aumentar la superficie que interviene en el intercambio de calor.

### Criogenia
Los intercambiadores de calor regenerativos están hechos de materiales con una elevada capacidad calorífica volumétrica y una baja conductividad térmica en la dirección longitudinal del flujo. A temperaturas criogénicas (muy bajas) de alrededor de 20 K, el calor específico de los metales se reduce considerablemente, por lo que un regenerador debe ser más grande para una carga de calor determinada. Esta circunstancia debe tenerse en consideración en el diseño de las astronaves y de los satélites que deben opera en el espacio exterior.

## Ventajas de los regeneradores
Las ventajas de un regenerador sobre un intercambiador de calor de recuperación (contraflujo) es que tiene un área de superficie mucho más alta para un volumen dado, lo que proporciona un volumen de intercambiador reducido para una densidad de energía, efectividad y caída de presión dadas. Esto hace que un regenerador sea más económico en términos de materiales y fabricación si se compara con un recuperador equivalente.
El diseño de los cabezales de entrada y de salida utilizados para distribuir fluidos fríos y calientes en la matriz es mucho más simple en los regeneradores de contraflujo que en los recuperadores. Esto se debe a que ambas corrientes fluyen en diferentes secciones para un regenerador rotatorio y un fluido entra y sale de una matriz a la vez en un regenerador de matriz fija. Además, los sectores de flujo para fluidos calientes y fríos en regeneradores rotativos pueden diseñarse para optimizar la caída de presión en los fluidos. Las superficies de la matriz de los regeneradores también tienen características de autolimpieza, lo que reduce el ensuciamiento y la corrosión del lado del fluido. Por último, propiedades como la densidad superficial pequeña y la disposición a contracorriente de los regeneradores lo hacen ideal para aplicaciones de intercambio de calor gas-gas que requieren una eficacia superior al 85 %. El coeficiente de transferencia de calor es mucho más bajo para los gases que para los líquidos, por lo que la enorme superficie de un regenerador aumenta considerablemente la transferencia de calor.

## Inconvenientes de los regeneradores
La principal desventaja de los regeneradores rotativos y de matriz fija es que siempre se produce algo de mezcla de las corrientes de fluido, que no se pueden separar por completo, de manera que existe un arrastre inevitable de una pequeña fracción de una corriente de fluido a la otra. En el regenerador rotatorio, el fluido remanente queda atrapado dentro de la junta radial y en la matriz, y en un regenerador de matriz fija, el fluido remanente es el que permanece en el volumen vacío de la recámara. Esta pequeña fracción se mezclará con la otra corriente en el siguiente ciclo. Por lo tanto, los regeneradores rotativos y de matriz fija solo se utilizan cuando es aceptable que se mezclen las dos corrientes de fluido. El flujo mixto es común para aplicaciones de transferencia de calor y/o energía de gas a gas, y menos común en líquidos o fluidos que cambian de fase, ya que la contaminación a menudo no es admisible con flujos de líquidos.
El calentamiento y enfriamiento constantes que tienen lugar en los intercambiadores de calor regenerativos ejercen una gran presión sobre los componentes del intercambiador de calor, lo que puede provocar el agrietamiento o la descomposición de los materiales.